# X-Faktor (tizenegyedik évad)
Az X-Faktor című énekes tehetségkutató show-műsor tizenegyedik évada 2022. szeptember 3-án vette kezdetét az RTL-en
Először a Big Picture szakmai konferencián, 2021. november 2-án Kolosi Péter, majd az X-Faktor tizedik évadának első élő show-jában, november 20-án Miller Dávid jelentette be, hogy 2022-ben elindul a műsor következő évada. A műsor első ajánlója 2021. november 2-án jelent meg az RTL honlapján.

## Készítők

### A zsűri
Csobot Adél saját elmondása szerint hálás az X-Faktorban eltöltött időért és emlékekért, de most új lehetőségeket keres. Az új női mentor Herceg Erika lett, a férfi mentorok változatlanul Gáspár Laci, Puskás Peti és ByeAlex, ők ebben az évadban hatodik alkalommal látták el ezt a feladatot.

### A műsorvezető(k)
A tizenegyedik évadban a műsorvezető változatlanul Miller Dávid volt,  aki ezt a pozíciót második alkalommal látta el.

## Új szabályok
A tizenegyedik évad egyik legfontosabb újítása, hogy a mentorok már nem kaptak kategóriákat, hanem ők választhatták ki, hogy kivel szeretnének együtt dolgozni.

## Műsorok felvételről

### Válogatók
Ebben az évadban is 14 éves kortól lehetett jelentkezni. A válogatókat egy meghallgatássorozat előzte meg. A válogatókat 2022. június 17-től 26-ig forgatták. A válogatókon közönség előtti meghallgatás zajlott és legalább 3 zsűritagnak kellett IGEN-nel szavaznia, hogy egy versenyző továbbjusson a Táborba. Az első válogató 2022. szeptember 3-án került adásba. 

#### Első válogató (2022.szeptember 3.)
| #  | Előadó                  | Életkor | Dal                                              | Mentorok értékelése | Mentorok értékelése | Mentorok értékelése | Mentorok értékelése |
| #  | Előadó                  | Életkor | Dal                                              | Puskás Peti         | Herceg Erika        | ByeAlex             | Gáspár Laci         |
| -- | ----------------------- | ------- | ------------------------------------------------ | ------------------- | ------------------- | ------------------- | ------------------- |
| 1  | Szabó Zoltán "RapMan"   | 45      | Eljöttem az X-Faktorba (saját dal)               | ✖️                  | ✖️                  | ✖️                  | ✖️                  |
| 2  | Raureanu Diana          | 24      | Dynamite (BTS)                                   | ✖️                  | ✖️                  | ✖️                  | ✖️                  |
| 3  | Molnár János "Miller"   | 20      | Vakmeleg (Bruno X Spacc)                         | ✖️                  | ✖️                  | ✖️                  | ✖️                  |
| 4  | Dahili Amina            | 34      | Freestyler (Bomfunk MC’s)                        | ✖️                  | ✖️                  | ✖️                  | ✖️                  |
| 5  | Kanalas András          | 31      | Say You Won’t Let Go (James Arthur)              | ✖️                  | ✖️                  | ✖️                  | ✖️                  |
| 6  | Lévai Attila            | 28      | Multimilliomos jazz dobos (Hungária)             | ✖️                  | ✖️                  | ✖️                  | ✖️                  |
| 7  | Helfy Alexa             | 18      | About Damn Time (Lizzo)                          | ✔                   | ✔                   | ✔                   | ✔                   |
| 8  | Kovács Zoltán "ZAKEUS"  | 18      | Rapsztár (saját dal)                             | ✔                   | ✔                   | ✔                   | ✔                   |
| 9  | Kálmándi Fanni          | 23      | Something's Got a Hold On Me(Christina Aguilera) | ✔                   | ✔                   | ✔                   | ✔                   |
| 10 | Rafael Lajos "Luis"     | 28      | Rollin (Limp Bizkit)                             | ✔                   | ✔                   | ✔                   | ✔                   |
| 11 | Varhol Levente          | 18      | Providence (Poor Man's Poison)                   | ✔                   | ✔                   | ✔                   | ✔                   |
| 12 | Nagy Gréta              | 20      | Valerie (Mark Ronson)                            | ✔                   | ✔                   | ✔                   | ✔                   |
| 13 | Takó Dorottya           | 15      | Ex's & Oh's (Kidz Bop Kids)                      | ✔                   | ✔                   | ✔                   | ✔                   |
| 14 | Kiss Kevin              | 18      | Csinibaba (saját dal)                            | ✔                   | ✔                   | ✔                   | ✔                   |
| 15 | Lévai Dávid "DAWYD"     | 15      | ÉJSZAKA (saját dal)                              | ✔                   | ✔                   | ✔                   | ✔                   |
| 16 | Shkaruba Tatjana        | 25      | Перемирие=Peremirie (ВИА ГРА=Via Gra)            | ✖️                  | ✔                   | ✖️                  | ✖️                  |
| 17 | Szűcs Ádám "Walkman"    | 19      | Gangsta's Paradise (Coolio feat L.V.)            | ✖️                  | ✔                   | ✖️                  | ✖️                  |
| 18 | Lakatos Gábor "Rikardo" | 27      | Váratlan (saját dal)                             | ✖️                  | ✔                   | ✖️                  | ✖️                  |
| 19 | Major Dávid             | 20      | Meghalok, hogyha rám nézel (Hungária)            | ✖️                  | ✔                   | ✖️                  | ✖️                  |
| 20 | Magyar János            | 25      | Отпусти=Otpusti (Erika Herceg)                   | ✖️                  | ✔                   | ✖️                  | ✖️                  |
| 21 | Treszkai Róbert         | 26      | Отпусти=Otpusti (Erika Herceg)                   | ✖️                  | ✔                   | ✖️                  | ✖️                  |
| 22 | Zueva Ekaterina         | 23      | Отпусти=Otpusti (Erika Herceg)                   | ✔                   | ✔                   | ✔                   | ✔                   |
| 23 | Kovács Péter "Gróf"     | 19      | Olaszosan Gigolosan (Kis Grófo)                  | ✔                   | ✖️                  | ✖️                  | ✖️                  |
| 24 | Simon Dániel            | 24      | Señorita Por Favor (Prince Royce)                | ✖️                  | ✔                   | ✖️                  | ✔                   |
| 25 | Borsos József           | 52      | Shallow (Lady Gaga, Bradley Cooper)              | ✖️                  | ✔                   | ✖️                  | ✔                   |
| 26 | Gyenes Krisztián        | 47      | je marche – fütyülve (Anetha Parad)              | ✖️                  | ✔                   | ✖️                  | ✔                   |
| 27 | Vakaria Emil            | 58      | Várj, míg felkel majd a nap (Demjén Ferenc)      | ✖️                  | ✔                   | ✖️                  | ✔                   |
| 28 | Mészáros Attila         | 47      | Neked könnyű lehet (Republic)                    | ✖️                  | ✔                   | ✖️                  | ✔                   |
| 29 | Balogh Gizella          | 50      | Smooth Criminal (Michael Jackson)                | ✖️                  | ✔                   | ✖️                  | ✔                   |
| 30 | Tarsoly László          | 40      | Ankananan Ankananan Hia (saját dal)              | ✖️                  | ✔                   | ✔                   | ✔                   |
| 31 | Drobina Róbert "TAPS"   | 50      | Lökd ide a sört (Fonográf)                       | ✔                   | ✔                   | ✖️                  | ✔                   |
| 32 | Beri Zsolt "Berry"      | 18      | Anya (saját dal)                                 | ✔                   | ✖️                  | ✔                   | ✔                   |
| 33 | LongStoryShort!         | —       | Gyere (saját dal)                                | ✔                   | ✔                   | ✔                   | ✖️                  |
| 34 | Horváth Dániel          | 23      | In Ginocchio Da Te (Gianni Morandi)              | ✔                   | ✔                   | ✔                   | ✔                   |
| 35 | Petre Ricard "Ricard"   | 19      | TITOK (saját dal)                                | ✔                   | ✔                   | ✔                   | ✔                   |
| 36 | Szolnoki Zoltán "Goore" | 33      | Plasztik gengszter 2 (saját dal)                 | ✔                   | ✔                   | ✔                   | ✔                   |
| 37 | Lakatos Liliána         | 14      | Freedom (Beyoncé)                                | ✔                   | ✔                   | ✔                   | ✔                   |
| 38 | Wolfolks                | —       | Take you dancing - magyarul (Jason Derulo)       | ✔                   | ✔                   | ✔                   | ✔                   |
| 39 | Bodrogi Enikő           | 17      | Jealous (Labrinth)                               | ✔                   | ✔                   | ✔                   | ✔                   |

#### Második válogató (2022.szeptember 10.)
| #  | Előadó                                                | Életkor | Dal                                              | Mentorok értékelése   | Mentorok értékelése   | Mentorok értékelése   | Mentorok értékelése   |
| #  | Előadó                                                | Életkor | Dal                                              | Puskás Peti           | Herceg Erika          | ByeAlex               | Gáspár Laci           |
| -- | ----------------------------------------------------- | ------- | ------------------------------------------------ | --------------------- | --------------------- | --------------------- | --------------------- |
| 1  | Berkeszi János "Hókuszpók"                            | 47      | Bűvös csákó (Hupikék törpikék)                   | Nem kapott értékelést | Nem kapott értékelést | Nem kapott értékelést | Nem kapott értékelést |
| 2  | Oproiu Johanna                                        | 25      | Rehab (Amy Winehouse)                            | ✔                     | ✔                     | ✔                     | ✔                     |
| 3  | Orsós Sándor "Rocco"                                  | 41      | You're My Heart, You're My Soul (Modern Talking) | ✖️                    | ✖️                    | ✖️                    | ✖️                    |
| 4  | Vitéz-Tóth Andrea                                     | 37      | I Kissed A Girl (Katy Perry)                     | ✔                     | ✔                     | ✔                     | ✔                     |
| 5  | Szentmiklósi Larion                                   | 25      | Csókkirály (Hungária)                            | ✖️                    | ✖️                    | ✖️                    | ✖️                    |
| 6  | Ivan Dominik                                          | 19      | Süt a nap (Miller Dávid)                         | ✔                     | ✔                     | ✔                     | ✔                     |
| 7  | Tankó Zsombor                                         | 17      | Megmondtam (T. Danny)                            | ✔                     | ✔                     | ✔                     | ✔                     |
| 8  | Cine Előd                                             | 27      | Big Voice (Stevie Wonder)                        | ✔                     | ✔                     | ✔                     | ✔                     |
| 9  | Sebestyén Virág                                       | 16      | You are the reason (Calum Scott)                 | ✔                     | ✔                     | ✔                     | ✔                     |
| 10 | Simon Örs                                             | 32      | Caruso (Lucio Dalla)                             | ✔                     | ✔                     | ✔                     | ✔                     |
| 11 | Solyom Bernadett                                      | 17      | Let Me Blow Ya Mind (Eve ft. Gwen Stefani)       | ✔                     | ✔                     | ✔                     | ✔                     |
| 12 | Bucca Brothers                                        | -       | Tu Vuo' Fa L'Americano (Renato Carosone)         | ✔                     | ✔                     | ✔                     | ✔                     |
| 13 | Szilágyi Zoltán                                       | 30      | Tűzvarázsló (V' Moto-rock)                       | ✖️                    | ✖️                    | ✖️                    | ✖️                    |
| 14 | Pálinkás Beáta                                        | 38      | Elveszek mindent (Lil G)                         | ✖️                    | ✖️                    | ✖️                    | ✖️                    |
| 15 | Paluch Máté                                           | 20      | I'm Feelin Myself (The Rangers)                  | ✖️                    | ✖️                    | ✖️                    | ✖️                    |
| 16 | Dunai Norman                                          | 16      | Világítótorony (Berkes Olivér)                   | ✖️                    | ✖️                    | ✖️                    | ✖️                    |
| 17 | Fecske József                                         | 54      | Szóljon hangosan az ének (Soltész Rezső)         | ✖️                    | ✖️                    | ✖️                    | ✖️                    |
| 18 | Herman Edina                                          | 29      | lovely (Billie Eilish, Khalid)                   | ✖️                    | ✖️                    | ✖️                    | ✖️                    |
| 19 | Sophia Khan                                           | 15      | Easy On Me - akusztikus (Adele)                  | ✔                     | ✔                     | ✔                     | ✔                     |
| 20 | Rebomafil Bayot "Rambo"- duett Miller Dáviddal        | 29      | A Whole New World (Mena Massoud, Naomi Scott)    | ✖️                    | ✖️                    | ✖️                    | ✖️                    |
| 21 | Szpasszi-bá                                           | 49      | Freestyler - magyarul (Bomfunk MC’s)             | ✖️                    | ✖️                    | ✖️                    | ✖️                    |
| 22 | Bátonyi Erzsébet "Pötyi"                              | 70      | Ha szombat este táncol (Neoton Família)          | ✖️                    | ✖️                    | ✖️                    | ✖️                    |
| 23 | Molnár Márta                                          | 43      | High Hopes (Panic! At The Disco)                 | ✖️                    | ✖️                    | ✖️                    | ✖️                    |
| 24 | Nagy Krisztofer                                       | 25      | Bad Romance (Lady Gaga)                          | ✖️                    | ✖️                    | ✖️                    | ✖️                    |
| 25 | Vas Katrin                                            | 19      | My All (Mariah Carey)                            | ✔                     | ✖️                    | ✔                     | ✔                     |
| 26 | Cseh Márton "M-Shey"                                  | 20      | Rossz emlék (saját dal)                          | ✔                     | ✖️                    | ✔                     | ✔                     |
| 27 | Juhász István                                         | 17      | Te vagy az a lány (Caramel)                      | ✔                     | ✖️                    | ✔                     | ✔                     |
| 28 | Pap Dávid                                             | 20      | EXPLODES (saját dal)                             | ✔                     | ✖️                    | ✔                     | ✔                     |
| 29 | Rácz Imre                                             | 56      | Álomkép (Takács Nikolas)                         | ✔                     | ✖️                    | ✔                     | ✔                     |
| 30 | Szerémi Janika feat. DJ Papucs "The Retro Crazy Show" | -       | Budapesti Éjszakák (saját dal)                   | Nem kapott értékelést | Nem kapott értékelést | Nem kapott értékelést | Nem kapott értékelést |
| 31 | Almási Krisztofer                                     | 14      | Nincs semmi másom (Kökény Attila)                | ✖️                    | ✖️                    | ✖️                    | ✖️                    |
| 32 | Mihályfi Luca Zsófia                                  | 18      | Wish you were gay (Billie Eilish)                | ✔                     | ✔                     | ✔                     | ✔                     |

#### Harmadik válogató (2022.szeptember 17.)
| #  | Előadó                                   | Életkor    | Dal                                                  | Mentorok értékelése   | Mentorok értékelése   | Mentorok értékelése   | Mentorok értékelése   |
| #  | Előadó                                   | Életkor    | Dal                                                  | Puskás Peti           | Herceg Erika          | ByeAlex               | Gáspár Laci           |
| -- | ---------------------------------------- | ---------- | ---------------------------------------------------- | --------------------- | --------------------- | --------------------- | --------------------- |
| 1  | Szabó Mózes "Mozesfit"                   | 16         | Engedd el a múltadat (saját dal)                     | ✖️                    | ✖️                    | ✖️                    | ✖️                    |
| 2  | Nagy Patrik "Brian"                      | 23         | Emlék (saját dal)                                    | ✖️                    | ✖️                    | ✖️                    | ✖️                    |
| 3  | Az RTL Fantomja                          | 25         | Barátok közt (Barátok Közt)                          | ✖️                    | ✖️                    | ✖️                    | ✖️                    |
| 4  | Németh Márió "Circo Beetroto"            | 33         | Warp 1977 (The Bloody Beetroots)                     | ✖️                    | ✖️                    | ✖️                    | ✖️                    |
| 5  | Eszenyi Tamás "T-Boy                     | 32         | Gyerekként (saját dal)                               | ✔                     | ✔                     | ✔                     | ✔                     |
| 6  | Rékasi László "Ray Savage"               | 22         | Széttép (saját dal)                                  | ✔                     | ✔                     | ✔                     | ✔                     |
| 7  | Sztojcsev Noémi                          | 17         | When I Was Your Man - akusztikus (Bruno Mars)        | ✔                     | ✔                     | ✔                     | ✔                     |
| 8  | Váradi Ábel                              | 17         | Semmim sincsen - gitárral (saját dal)                | ✔                     | ✔                     | ✔                     | ✔                     |
| 9  | Nicuta Andreea Nicoleta "Nico"           | 22         | We Don't Have To Take Our Clothes Off (Ella Eyre)    | ✔                     | ✔                     | ✔                     | ✔                     |
| 10 | Nagy Melissza                            | 19         | Sweater Weather (Neighbourhood)                      | ✔                     | ✔                     | ✔                     | ✔                     |
| 11 | Dankó Tünde "Tündi"                      | 21         | Illúzió (saját dal)                                  | ✔                     | ✔                     | ✔                     | ✔                     |
| 12 | Basic Dániel "Daniel Basic"              | 29         | Fényév távolság (A padlás)                           | ✖️                    | ✖️                    | ✖️                    | ✖️                    |
| 13 | Halászi Tímea                            | 28         | What's Up cover (Funktronics)                        | ✖️                    | ✖️                    | ✖️                    | ✖️                    |
| 14 | Joszt Dávid                              | 34         | A reggel túl messze van (Bestiák)                    | ✖️                    | ✖️                    | ✖️                    | ✖️                    |
| 15 | Varga Izsák Kevin                        | 16         | Az én apám (Pápai Joci)                              | ✖️                    | ✖️                    | ✖️                    | ✖️                    |
| 16 | Gabal Awad Jack                          | 40         | The Show Must Go on cover (Lucas Ienzi)              | ✖️                    | ✖️                    | ✖️                    | ✖️                    |
| 17 | Uj Milán                                 | 20         | Jól érzem ma magamat (saját dal)                     | ✖️                    | ✖️                    | ✖️                    | ✖️                    |
| 18 | Raffael Edina "Dzsina"                   | 29         | And I'am Telling You I'm Not Going (Jennifer Hudson) | ✖️                    | ✖️                    | ✖️                    | ✖️                    |
| 19 | Csukovics Kevin "Kens"                   | 17         | Royal flush (saját dal)                              | ✔                     | ✔                     | ✔                     | ✔                     |
| 20 | Miszlai Márton                           | 22         | Rise Like A Phoenix (Conchita Wurst)                 | ✔                     | ✔                     | ✔                     | ✔                     |
| 21 | Deák Levente                             | 17         | Vodka (Byealex és a Slepp)                           | ✔                     | ✔                     | ✔                     | ✔                     |
| 22 | Horváth Csaba "Pop Csabi"                | 26         | Mostantól (Rácz Gergő, Orsovai Reni)                 | Nem kapott értékelést | Nem kapott értékelést | Nem kapott értékelést | Nem kapott értékelést |
| 23 | László Tamás "El Téé"                    | 28         | Elakadva (saját dal)                                 | ✔                     | ✔                     | ✔                     | ✔                     |
| 24 | Kunsági Bence "Spike Dylo"               | 40         | Büdös Vagyok (saját dal)                             | ✖️                    | ✖️                    | ✖️                    | ✖️                    |
| 25 | Bodai Richard                            | 33         | Ha meghalok cover (Mata Andris)                      | ✖️                    | ✖️                    | ✖️                    | ✖️                    |
| 26 | Balogh Miklós                            | 41         | Úgy mentél el (Bangó Margit)                         | ✖️                    | ✖️                    | ✖️                    | ✖️                    |
| 27 | Gróf Hörcher László "Gitártörő Méltóság" | Nem ismert | Denevért k**** koponya - gitártörés (saját dal)      | Nem kapott értékelést | Nem kapott értékelést | Nem kapott értékelést | Nem kapott értékelést |
| 28 | Ghost "666Ghost" X Broo "Bro/Öcsi"       | -          | Rúgd be (saját dal)                                  | ✔                     | ✔                     | ✔                     | ✔                     |
| 29 | Zopcsák Hanga                            | 20         | Addicted to You (Avicii)                             | ✔                     | ✔                     | ✔                     | ✔                     |
| 30 | Reinhardt Marcell                        | 26         | Sad Song (We The Kings)                              | ✔                     | ✔                     | ✔                     | ✔                     |
| 31 | Hasenfrancz Bernadett                    | 23         | Black Velvet (CC Nix)                                | ✔                     | ✔                     | ✔                     | ✔                     |
| 32 | Isky & Szkym                             | -          | Szoba (saját dal)                                    | ✔                     | ✔                     | ✔                     | ✔                     |
| 33 | Lakatos Zsolt                            | 32         | Hagyd meg nekem a dalt (Gáspár Laci)                 | ✔                     | ✔                     | ✔                     | ✔                     |
| 34 | Varga Irén "Mahiana Roszallo"            | 40         | Maluma (saját dal)                                   | Nem kapott értékelést | Nem kapott értékelést | Nem kapott értékelést | Nem kapott értékelést |

#### Negyedik válogató (2022.szeptember 24.)
| # | Előadó | Életkor | Dal | Mentorok értékelése | Mentorok értékelése | Mentorok értékelése | Mentorok értékelése |
| # | Előadó | Életkor | Dal | Puskás Peti         | Herceg Erika        | ByeAlex             | Gáspár Laci         |
| - | ------ | ------- | --- | ------------------- | ------------------- | ------------------- | ------------------- |

### Tábor
A Tábort 2022. július 17-től 22-ig forgatták. A Tábor első és legfontosabb feladata a csoportos feladat volt, ahol a mentoroknak az új szabályok értelmében azt is el kellett dönteniük, hogy egy-egy továbbjutó versenyző melyikük csapatába kerüljön. Ezt követte a székes feladat, ahol összeállt a mentoronként 6-6, összesen 24 versenyzőből álló mentorházas mezőny. A Tábor 2022. október 1-jén és 8-án került adásba.

#### Székes feladat
| #                    | Előadó                                | Dal                                                                           | Mentor döntése                    | Székeken helyet foglaló versenyzők | Székeken helyet foglaló versenyzők    | Székeken helyet foglaló versenyzők | Székeken helyet foglaló versenyzők | Székeken helyet foglaló versenyzők | Székeken helyet foglaló versenyzők |
| #                    | Előadó                                | Dal                                                                           | Mentor döntése                    | 1. szék                            | 2. szék                               | 3. szék                            | 4. szék                            | 5. szék                            | 6. szék                            |
| Herceg Erika csapata | Herceg Erika csapata                  | Herceg Erika csapata                                                          | Herceg Erika csapata              | Herceg Erika csapata               | Herceg Erika csapata                  | Herceg Erika csapata               | Herceg Erika csapata               | Herceg Erika csapata               | Herceg Erika csapata               |
| -------------------- | ------------------------------------- | ----------------------------------------------------------------------------- | --------------------------------- | ---------------------------------- | ------------------------------------- | ---------------------------------- | ---------------------------------- | ---------------------------------- | ---------------------------------- |
| 1                    | Dinero X Destino                      | Húzok rá (Saját dal)                                                          | Kiesett                           | üres                               | üres                                  | üres                               | üres                               | üres                               | üres                               |
| 2                    | Ferenczik József "Balhés G"           | Dikh G (Saját dal)                                                            | Kiesett                           | üres                               | üres                                  | üres                               | üres                               | üres                               | üres                               |
| 3                    | Varhol Levente                        | The Guardian (Shawn James)                                                    | Kiesett                           | üres                               | üres                                  | üres                               | üres                               | üres                               | üres                               |
| 4                    | Szolnoki Zoltán                       | Ilyet még nem éreztem (Saját dal)                                             | Kiesett                           | üres                               | üres                                  | üres                               | üres                               | üres                               | üres                               |
| 5                    | Kálmándi Fanni                        | Are you gonna be my girl (Jet)                                                | Szék → Kiesett                    | Kálmándi Fanni                     | üres                                  | üres                               | üres                               | üres                               | üres                               |
| 6                    | Bucca Brothers                        | Minnie the Moocher (Cab Calloway)                                             | Szék → Továbbjutott               | Kálmándi Fanni                     | Bucca Brothers                        | üres                               | üres                               | üres                               | üres                               |
| 7                    | Zueva Ekaterina                       | I'll Never Love Again (Lady Gaga)                                             | Kiesett                           | Kálmándi Fanni                     | Bucca Brothers                        | üres                               | üres                               | üres                               | üres                               |
| 8                    | Vas Katrin                            | Man Down (Rihanna)                                                            | Kiesett                           | Kálmándi Fanni                     | Bucca Brothers                        | üres                               | üres                               | üres                               | üres                               |
| 9                    | Tamási Laura                          | Creep (Radiohead)                                                             | Kiesett                           | Kálmándi Fanni                     | Bucca Brothers                        | üres                               | üres                               | üres                               | üres                               |
| 10                   | Mata Krisztián                        | lovely (Billie Eilish, Khalid)                                                | Kiesett                           | Kálmándi Fanni                     | Bucca Brothers                        | üres                               | üres                               | üres                               | üres                               |
| 11                   | Szabó Martin                          | a mi manera (Gipsy Kings)                                                     | Szék → Kiesett                    | Kálmándi Fanni                     | Bucca Brothers                        | Szabó Martin                       | üres                               | üres                               | üres                               |
| 12                   | Lingura Tibor                         | Caruso (Lucio Dalla)                                                          | Szék → Kiesett                    | Kálmándi Fanni                     | Bucca Brothers                        | Szabó Martin                       | Lingura Tibor                      | Horváth Andrea                     | üres                               |
| 13                   | Horváth Andrea                        | You Are The Sunshine Of My Life (Stevie Wonder)                               | Szék → Kiesett                    | Kálmándi Fanni                     | Bucca Brothers                        | Szabó Martin                       | Lingura Tibor                      | Horváth Andrea                     | üres                               |
| 14                   | Nicuta Nicoleta                       | Angels Like You (Miley Cyrus)                                                 | Szék → Továbbjutott               | Kálmándi Fanni                     | Bucca Brothers                        | Szabó Martin                       | Lingura Tibor                      | Horváth Andrea                     | Nicuta Nicoleta                    |
| 15                   | Zopcsák Hanga                         | Mióta elhagytál – akusztikus (BSW)                                            | Szék → Továbbjutott               | Kálmándi Fanni                     | Bucca Brothers                        | Szabó Martin                       | Lingura Tibor                      | Horváth Andrea                     | Zopcsák Hanga és Nicuta Nicoleta   |
| 16                   | Nagy Melissza                         | Bruises (Lewis Capaldi)                                                       | Kiesett                           | Kálmándi Fanni                     | Bucca Brothers                        | Szabó Martin                       | Lingura Tibor                      | Horváth Andrea                     | Zopcsák Hanga és Nicuta Nicoleta   |
| 17                   | Lakatos Liliána                       | Proud Mary (Tina Turner)                                                      | Szék → Továbbjutott               | Lakatos Liliána                    | Bucca Brothers                        | Szabó Martin                       | Lingura Tibor                      | Horváth Andrea                     | Zopcsák Hanga és Nicuta Nicoleta   |
| 18                   | Nagy Gréta                            | Crazy (Gnarls Barkley)                                                        | Szék → Továbbjutott               | Lakatos Liliána                    | Bucca Brothers                        | Szabó Martin                       | Lingura Tibor                      | Nagy Gréta                         | Zopcsák Hanga és Nicuta Nicoleta   |
| 19                   | Krága René                            | All In Love Is Fair (Stevie Wonder)                                           | Szék → Továbbjutott               | Lakatos Liliána                    | Bucca Brothers                        | Krága René                         | Lingura Tibor                      | Nagy Gréta                         | Zopcsák Hanga és Nicuta Nicoleta   |
| 20                   | Bodrogi Enikő                         | drivers license – akusztikus (Olivia Rodrigo)                                 | Szék → Továbbjutott               | Lakatos Liliána                    | Bucca Brothers                        | Krága René                         | Bodrogi Enikő                      | Nagy Gréta                         | Zopcsák Hanga és Nicuta Nicoleta   |
| ByeAlex csapata      |                                       |                                                                               |                                   |                                    |                                       |                                    |                                    |                                    |                                    |
| 1                    | Azur és Dávid                         | Nem adták elő                                                                 | Kiesett                           | üres                               | üres                                  | üres                               | üres                               | üres                               | üres                               |
| 2                    | Csatlós Bence "Benny Winchester"      | Fenevad (Saját dal)                                                           | Kiesett                           | üres                               | üres                                  | üres                               | üres                               | üres                               | üres                               |
| 3                    | Kalló János                           | Színpad (Saját dal)                                                           | Kiesett                           | üres                               | üres                                  | üres                               | üres                               | üres                               | üres                               |
| 4                    | Somogyi Ádám "Showmi"                 | Méreg (Saját dal)                                                             | Kiesett                           | üres                               | üres                                  | üres                               | üres                               | üres                               | üres                               |
| 5                    | Demeter Dávid                         | Infúzió (Saját dal)                                                           | Kiesett                           | üres                               | üres                                  | üres                               | üres                               | üres                               | üres                               |
| 6                    | Wolfolks                              | Csintalan (Saját dal)                                                         | Kiesett                           | üres                               | üres                                  | üres                               | üres                               | üres                               | üres                               |
| 7                    | Bán Lőrinc                            | Maradok távol (Follow the flow)                                               | Kiesett                           | üres                               | üres                                  | üres                               | üres                               | üres                               | üres                               |
| 8                    | LongStoryShort!                       | Leléptél (Saját dal)                                                          | Szék → Továbbjutott               | LongStoryShort!                    | üres                                  | üres                               | üres                               | üres                               | üres                               |
| 9                    | Lakatos László "Knozah B"             | Ragadozók (Saját dal)                                                         | Szék → Kiesett                    | LongStoryShort!                    | Lakatos László "Knozah B"             | üres                               | üres                               | üres                               | üres                               |
| 10                   | Sophia Khan                           | everything i wanted (Billie Eilish)                                           | Szék → Továbbjutott               | LongStoryShort!                    | Lakatos László "Knozah B"             | Sophia Khan                        | üres                               | üres                               | üres                               |
| 11                   | Solyom Bernadett                      | Billionaire (Travie McCoy ft. Bruno Mars)                                     | Szék → Továbbjutott               | LongStoryShort!                    | Lakatos László "Knozah B"             | Sophia Khan                        | Solyom Bernadett                   | üres                               | üres                               |
| 12                   | Isky & Szkym                          | Csillagképek (Saját dal)                                                      | Szék → Továbbjutott               | LongStoryShort!                    | Lakatos László "Knozah B"             | Sophia Khan                        | Solyom Bernadett                   | Isky & Szkym                       | üres                               |
| 13                   | Lévai Dávid "Dawyd"                   | Mumus (Saját dal)                                                             | Szék → Kiesett                    | LongStoryShort!                    | Lakatos László "Knozah B"             | Sophia Khan                        | Solyom Bernadett                   | Isky & Szkym                       | Lévai Dávid "Dawyd"                |
| 14                   | Váradi Ábel                           | Nullára tetél (Saját dal)                                                     | Szék → Továbbjutott               | LongStoryShort!                    | Váradi Ábel                           | Sophia Khan                        | Solyom Bernadett                   | Isky & Szkym                       | Lévai Dávid "Dawyd"                |
| 15                   | Dankó Tünde                           | Spanom (Dzsúdló)                                                              | Szék → Továbbjutott               | LongStoryShort!                    | Váradi Ábel                           | Sophia Khan                        | Solyom Bernadett                   | Isky & Szkym                       | Dankó Tünde                        |
| Gáspár Laci csapata  |                                       |                                                                               |                                   |                                    |                                       |                                    |                                    |                                    |                                    |
| 1                    | Beri Klaudia                          | Bárhol (Tamáska Gabriella)                                                    | Kiesett                           | üres                               | üres                                  | üres                               | üres                               | üres                               | üres                               |
| 2                    | Simon Örs                             | I Don't Want to Miss A Thing (Aerosmith)                                      | Kiesett                           | üres                               | üres                                  | üres                               | üres                               | üres                               | üres                               |
| 3                    | Rácz Imre                             | Ölelj át (Takács Nikolas)                                                     | Kiesett                           | üres                               | üres                                  | üres                               | üres                               | üres                               | üres                               |
| 4                    | Dömötör Tamás "Bbdthemask"            | Együttműködés (Saját dal)                                                     | Kiesett                           | üres                               | üres                                  | üres                               | üres                               | üres                               | üres                               |
| 5                    | Habzda Tamás "D-Fress"                | Pesti trash (Saját dal)                                                       | Szék → Kiesett                    | Habzda Tamás "D-Fress"             | üres                                  | üres                               | üres                               | üres                               | üres                               |
| 6                    | László Tamás "El Téé" x Májer Norbert | Fedezékbe (Saját dal)                                                         | Szék → Kiesett                    | Habzda Tamás "D-Fress"             | László Tamás "El Téé" x Májer Norbert | üres                               | üres                               | üres                               | üres                               |
| 7                    | Gazdag Máté                           | Alkotás (Saját dal)                                                           | Szék → Kiesett                    | Habzda Tamás "D-Fress"             | László Tamás "El Téé" x Májer Norbert | Gazdag Máté                        | üres                               | üres                               | üres                               |
| 8                    | Szalai Liza                           | Sorry (Halsey)                                                                | Szék → Továbbjutott               | Habzda Tamás "D-Fress"             | László Tamás "El Téé" x Májer Norbert | Gazdag Máté                        | Szalai Liza                        | üres                               | üres                               |
| 9                    | Vito Antonio Iocaviello "Hania”       | Maniac (Michael Sambello)                                                     | Szék → Kiesett                    | Habzda Tamás "D-Fress"             | László Tamás "El Téé" x Májer Norbert | Gazdag Máté                        | Szalai Liza                        | Vito Iacoviello "Hania"            | üres                               |
| 10                   | Gabriel Anez "Young Trabajo"          | ángel caído (Saját dal)                                                       | Szék → Kiesett                    | Habzda Tamás "D-Fress"             | László Tamás "El Téé" x Májer Norbert | Gazdag Máté                        | Szalai Liza                        | Vito Iacoviello "Hania"            | Gabriel Anez "Young Trabajo"       |
| 11                   | Helfy Alexa                           | Cuz I Love You (Lizzo)                                                        | Szék → Továbbjutott               | Habzda Tamás "D-Fress"             | László Tamás "El Téé" x Májer Norbert | Gazdag Máté                        | Szalai Liza                        | Helfy Alexa                        | Gabriel Anez "Young Trabajo"       |
| 12                   | Fülöp Denisa                          | Just One Las Dance (Sarah Connor ft. Natural)                                 | Szék → Továbbjutott               | Habzda Tamás "D-Fress"             | László Tamás "El Téé" x Májer Norbert | Fülöp Denisa                       | Szalai Liza                        | Helfy Alexa                        | Gabriel Anez "Young Trabajo"       |
| 13                   | Serbán Szebasztián                    | Love Story – magyarul (Andy Williams)                                         | Szék → Továbbjutott               | Habzda Tamás "D-Fress"             | Serbán Szebasztián                    | Fülöp Denisa                       | Szalai Liza                        | Helfy Alexa                        | Gabriel Anez "Young Trabajo"       |
| 14                   | Csuka Mónika                          | Stop! (Sam Brown)                                                             | Szék → Továbbjutott               | Csuka Mónika                       | Serbán Szebasztián                    | Fülöp Denisa                       | Szalai Liza                        | Helfy Alexa                        | Gabriel Anez "Young Trabajo"       |
| 15                   | Rubay László                          | Hello (Lionel Richie)                                                         | Szék → Kiesett                    | Csuka Mónika                       | Serbán Szebasztián                    | Fülöp Denisa                       | Szalai Liza                        | Helfy Alexa                        | Rubay László                       |
| 16                   | Mihályfi Luca Zsófia                  | Let It Be (Labrinth)                                                          | Szék → Továbbjutott               | Csuka Mónika                       | Serbán Szebasztián                    | Fülöp Denisa                       | Szalai Liza                        | Helfy Alexa                        | Mihályfi Luca Zsófia               |
| Puskás Peti csapata  |                                       |                                                                               |                                   |                                    |                                       |                                    |                                    |                                    |                                    |
| 1                    | Oproiu Johanna                        | Munka után (Budapest Bár)                                                     | Kiesett                           | üres                               | üres                                  | üres                               | üres                               | üres                               | üres                               |
| 2                    | Botos János                           | Impossible (James Arthur)                                                     | Kiesett                           | üres                               | üres                                  | üres                               | üres                               | üres                               | üres                               |
| 3                    | Tóth Ramóna                           | My Heart Will Go On – magyarul (Céline Dion)                                  | Kiesett                           | üres                               | üres                                  | üres                               | üres                               | üres                               | üres                               |
| 4                    | Nagy Péter János                      | Falling (Harry Styles)                                                        | Kiesett                           | üres                               | üres                                  | üres                               | üres                               | üres                               | üres                               |
| 5                    | Péteri Kitti                          | At Last (Etta James)                                                          | Kiesett → Ellopták → Továbbjutott | üres                               | üres                                  | üres                               | üres                               | üres                               | üres                               |
| 6                    | Bakti György Ádám                     | Túl sokat adtam (Saját dal)                                                   | Szék → Kiesett                    | Bakti György Ádám                  | üres                                  | üres                               | üres                               | üres                               | üres                               |
| 7                    | Horváth Imre                          | A Song For You (Donny Hathaway)                                               | Szék → Kiesett                    | Bakti György Ádám                  | Horváth Imre                          | üres                               | üres                               | üres                               | üres                               |
| 8                    | Rékasi László "Ray Savage"            | Szentimentalizmus (Saját dal)                                                 | Szék → Kiesett                    | Bakti György Ádám                  | Horváth Imre                          | Rékasi László "Ray Savage"         | üres                               | üres                               | üres                               |
| 9                    | Csukovics Kevin "Kens"                | Nehéz szavak=Kritika (Saját dal)                                              | Szék → Kiesett                    | Bakti György Ádám                  | Horváth Imre                          | Rékasi László "Ray Savage"         | Csukovics Kevin "Kens"             | üres                               | üres                               |
| 10                   | Takó Dorottya                         | That Man (Caro Emerald)                                                       | Szék → Kiesett                    | Bakti György Ádám                  | Horváth Imre                          | Rékasi László "Ray Savage"         | Csukovics Kevin "Kens"             | Takó Dorottya                      | üres                               |
| 11                   | GHOST X Broo                          | Ég a flow Ég a szó (Saját dal)                                                | Szék → Kiesett                    | Bakti György Ádám                  | Horváth Imre                          | Rékasi László "Ray Savage"         | Csukovics Kevin "Kens"             | Takó Dorottya                      | GHOST X Broo                       |
| 12                   | Klajbán Arlett Zsaklin                | Üres szívek (Nemazalány)                                                      | Szék → Kiesett                    | Bakti György Ádám                  | Horváth Imre                          | Klajbán Arlett Zsaklin             | Csukovics Kevin "Kens"             | Takó Dorottya                      | GHOST X Broo                       |
| 13                   | Anthony Chinonso "Star DJ Emperor"    | How I Do (Saját dal)                                                          | Szék → Kiesett                    | Bakti György Ádám                  | Anthony Chinonso "Star DJ Emperor"    | Klajbán Arlett Zsaklin             | Csukovics Kevin "Kens"             | Takó Dorottya                      | GHOST X Broo                       |
| 14                   | Beri Zsolt "Berry"                    | Vámpír (Saját dal)                                                            | Szék → Továbbjutott               | Bakti György Ádám                  | Beri Zsolt "Berry"                    | Klajbán Arlett Zsaklin             | Csukovics Kevin "Kens"             | Takó Dorottya                      | GHOST X Broo                       |
| 15                   | Ivan Dominik                          | Let Her Go (Passenger)                                                        | Szék → Kiesett                    | Bakti György Ádám                  | Beri Zsolt "Berry"                    | Ivan Dominik                       | Csukovics Kevin "Kens"             | Takó Dorottya                      | GHOST X Broo                       |
| 16                   | Retzer Márk                           | V.I.P (Saját dal)                                                             | Szék → Kiesett                    | Bakti György Ádám                  | Beri Zsolt "Berry"                    | Ivan Dominik                       | Csukovics Kevin "Kens"             | Retzer Márk                        | GHOST X Broo                       |
| 17                   | Miszlai Márton                        | Always (Bon Jovi)                                                             | Szék → Továbbjutott               | Bakti György Ádám                  | Beri Zsolt "Berry"                    | Miszlai Márton                     | Csukovics Kevin "Kens"             | Retzer Márk                        | GHOST X Broo                       |
| 18                   | Karnóth Kamilla                       | Ways To Be Wicked (Dove Cameron, Sofia Carson, Cameron Boyce, Booboo Stewart) | Szék → Kiesett                    | Bakti György Ádám                  | Beri Zsolt "Berry"                    | Miszlai Márton                     | Csukovics Kevin "Kens"             | Karnóth Kamilla                    | GHOST X Broo                       |
| 19                   | Beretka Ádám                          | Még mindig (Saját dal)                                                        | Szék → Továbbjutott               | Bakti György Ádám                  | Beri Zsolt "Berry"                    | Miszlai Márton                     | Beretka Ádám                       | Karnóth Kamilla                    | GHOST X Broo                       |
| 20                   | Boros Marcell                         | Vallomás I. (Saját dal)                                                       | Szék → Továbbjutott               | Boros Marcell                      | Beri Zsolt "Berry"                    | Miszlai Márton                     | Beretka Ádám                       | Karnóth Kamilla                    | GHOST X Broo                       |
| 21                   | Kiss Kevin                            | Fel nem adhatjuk (Saját dal)                                                  | Szék → Továbbjutott               | Boros Marcell                      | Beri Zsolt "Berry"                    | Miszlai Márton                     | Beretka Ádám                       | Kiss Kevin                         | GHOST X Broo                       |
| 22                   | Kornis Anna                           | Man In The Mirror (Michael Jackson)                                           | Szék → Továbbjutott               | Boros Marcell                      | Beri Zsolt "Berry"                    | Miszlai Márton                     | Beretka Ádám                       | Kiss Kevin                         | Kornis Anna                        |

### Mentorok háza
A Mentorok házát 2022 augusztusában forgatták. Ebben az évadban sem voltak mentorsegédek, viszont minden mentor meghallgatta a produkciókat, viszont megváltoztak a szabályok: az adott csapat mentora két versenyzőt vitt automatikusan az élő adásokba, kettőt hazaküldött és kettőről lemondott, majd a mentorház végén azon versenyzők közül, akikről lemondott a saját mentoruk, négy versenyző egy másik mentor csapatába kerülve jutott tovább. A Mentorok háza október 15-én és 16-án került adásba. Az alábbi táblázatban a továbbjutó versenyzők nevei vastag betűkkel, azoknak a versenyzőknek a nevei, akikről lemondott a mentoruk, dőlt betűkkel vannak szedve. 
| Mentor       | Versenyzők    | Versenyzők         | Versenyzők      | Versenyzők           | Versenyzők         | Versenyzők                                                 | Forgatási helyszín        |
| ------------ | ------------- | ------------------ | --------------- | -------------------- | ------------------ | ---------------------------------------------------------- | ------------------------- |
| Puskás Peti  | Beretka Ádám  | Beri Zsolt "Berry" | Boros Marcell   | Kiss Kevin           | Kornis Anna        | Miszlai Márton                                             | Monoszló Liszkay Borkúria |
| Herceg Erika | Bodrogi Enikő | Bucca Brothers     | Krága René      | Lakatos Liliána      | Nagy Gréta         | Zopcsák Hanga, Nicuta Nicoleta és Péteri Kitti ''Synergy'' | Monoszló Liszkay Borkúria |
| ByeAlex      | Dankó Tünde   | Isky & Szkym       | LongStoryShort! | Solyom Bernadett     | Sophia Khan        | Váradi Ábel                                                | Monoszló Liszkay Borkúria |
| Gáspár Laci  | Csuka Mónika  | Fülöp Denisa       | Helfy Alexa     | Mihályfi Luca Zsófia | Serbán Szebasztián | Szalai Liza                                                | Monoszló Liszkay Borkúria |

#### Produkciók
| – | A versenyző automatikusan továbbjutott                                      |
| – | A versenyző automatikusan kiesett                                           |
| – | A versenyzőről a mentora lemondott és egy másik mentor csapatába került     |
| - | A versenyzőről a mentora lemondott és egy másik mentor csapatába sem került |

| #                    | Előadó               | Dal                                                   | Eredmény                      |
| Gáspár Laci csapata  | Gáspár Laci csapata  | Gáspár Laci csapata                                   | Gáspár Laci csapata           |
| -------------------- | -------------------- | ----------------------------------------------------- | ----------------------------- |
| 1                    | Csuka Mónika         | Azt mondtad (Dánielfy Gergely)                        | Kiesett                       |
| 2                    | Szalai Liza          | Heather (Conan Gray)                                  | Kiesett                       |
| 3                    | Serbán Szebasztián   | Maradj velem (Balázs Fecó)                            | Továbbjutott                  |
| 4                    | Helfy Alexa          | A Million Dreams (P!nk)                               | Lemondott róla → Továbbjutott |
| 5                    | Mihályfi Luca Zsófia | Toxic (Britney Spears)                                | Továbbjutott                  |
| 6                    | Fülöp Denisa         | I'll Never Love Again (Lady Gaga)                     | Lemondott róla → Kiesett      |
| ByeAlex csapata      |                      |                                                       |                               |
| 1                    | LongStoryShort!      | my ex's best friend (Machine Gun Kelly ft. blackbear) | Kiesett                       |
| 2                    | Isky & Szkym         | Anyuka (Saját dal)                                    | Továbbjutott                  |
| 3                    | Sophia Khan          | no time to die (Billie Eilish)                        | Lemondott róla → Továbbjutott |
| 4                    | Váradi Ábel          | Macskák (Elefánt)                                     | Lemondott róla → Továbbjutott |
| 5                    | Dankó Tünde          | ANYA (ByeAlex és a Slepp x Giajjenno)                 | Kiesett                       |
| 6                    | Solyom Bernadett     | Anyám mondta (Follow the Flow)                        | Továbbjutott                  |
| Puskás Peti csapata  |                      |                                                       |                               |
| 1                    | Miszlai Márton       | The Sound Of Silence (Disturbed)                      | Kiesett                       |
| 2                    | Boros Marcell        | 17 (Saját dal)                                        | Továbbjutott                  |
| 3                    | Beretka Ádám         | Legszebb hibánk (Saját dal)                           | Lemondott róla → Továbbjutott |
| 4                    | Beri Zsolt "Berry"   | Veszélyes (Saját dal)                                 | Kiesett                       |
| 5                    | Kornis Anna          | Ez a vonat, ha elindult… (Csík Zenekar)               | Lemondott róla → Kiesett      |
| 6                    | Kiss Kevin           | Bukott angyal (Saját dal)                             | Továbbjutott                  |
| Herceg Erika csapata |                      |                                                       |                               |
| 1                    | Lakatos Liliána      | I Put A Spell On You (Annie Lennox)                   | Lemondott róla → Kiesett      |
| 2                    | Bucca Brothers       | bad guy (Billie Eilish)                               | Kiesett                       |
| 3                    | Nagy Gréta           | Ain't No Sunshine (Bill Withers)                      | Lemondott róla → Kiesett      |
| 4                    | Krága René           | When I Was Your Man (Bruno Mars)                      | Kiesett                       |
| 5                    | Bodrogi Enikő        | Can't Help Falling In Love (Elvis Presley)            | Továbbjutott                  |
| 6                    | Synergy              | MONTERO – Call Me By Your Name (Lil Nas X)            | Továbbjutott                  |

#### A továbbjutók
– Nyertes
     – Második helyezett
     – Harmadik helyezett
| Mentor       | Versenyzők         | Versenyzők        | Versenyzők                  |
| Mentor       | Mentor választása  | Mentor választása | Egy másik mentor csapatából |
| ------------ | ------------------ | ----------------- | --------------------------- |
| Puskás Peti  | Kiss Kevin         | Boros Marcell     | Váradi Ábel                 |
| Herceg Erika | Bodrogi Enikő      | Synergy           | Helfy Alexa                 |
| ByeAlex      | Solyom Bernadett   | Isky & Szkym      | Beretka Ádám                |
| Gáspár Laci  | Serbán Szebasztián | Mihályfi Luca     | Sophia Khan                 |

## Élő műsorok
Az első élő show 2022. október 22-én került képernyőre. A tizenegyedik évadban a korábbiakhoz hasonlóak a szabályok: az első héten négy szék volt elhelyezve a színpad szélén, ahová azok a versenyzők ülhettek, akiket a zsűri tovább akart juttatni a következő hétre. A leültetéshez legalább 3 mentor IGEN szavazata volt szükséges és a versenyzők az adás során cserélődhettek. A második héten már csak három, a harmadik és a negyedik héten kettő-kettő, biztos továbbjutást jelentő szék volt elhelyezve a színpad szélén. Ha a mentorok leültettek egy újabb versenyzőt, azonban már nem volt szabad szék, jött a másfél perces csereszavazás, ahol a legkevesebb nézői szavazatot kapott versenyzőnek át kellett adnia a helyét és a veszélyzónába került, a csereszavazás eredményhirdetése után pedig a szavazatokat lenullázták. A mentorok döntése alapján az első héten 4 versenyző juthatott tovább. A nézői szavazatok alapján újabb 4 versenyző jutott tovább. Az első héten 4, a második és a harmadik héten 2-2, a negyedik héten pedig 1 kieső volt. Az utolsó héten ezúttal is csak egy adás volt és nem volt X-Faktor Nap. Tehát ezúttal is mindössze 5 élő adás volt. A tizenegyedik évadban a korábbiaktól eltérően három módon lehetett szavazni: a vadonatúj RTL.hu mobilapplikáción, a szavazas.rtl.hu oldalon és SMS-ben. 

### Összesített eredmények
Jelmagyarázat
| – | Puskás Peti csapata                                                       |
| – | Herceg Erika csapata                                                      |
| – | ByeAlex csapata                                                           |
| – | Gáspár Laci csapata                                                       |
| – | A versenyzőt a zsűri juttatta tovább                                      |
| – | A versenyző a nézői voksokkal jutott tovább                               |
| – | A versenyzőt nem juttatta tovább sem a zsűri, sem a közönség, így kiesett |

| #       | Versenyző          | 1. hét (október 22.)          | 2. hét (október 29.)                | 3. hét (november 5.)              | 3. hét (november 5.)              | 4. hét (november 12.)             | 5. hét- Finálé (november 19.)     | 5. hét- Finálé (november 19.)     |
| #       | Versenyző          | 1. hét (október 22.)          | 2. hét (október 29.)                | Első kör                          | Második kör                       | 4. hét (november 12.)             | Első kör                          | Második kör                       |
| ------- | ------------------ | ----------------------------- | ----------------------------------- | --------------------------------- | --------------------------------- | --------------------------------- | --------------------------------- | --------------------------------- |
| 1.      | Solyom Bernadett   | 1-4. Mentorok döntése         | 1-3. Mentorok döntése               | Továbbjutott                      | 1-2. Mentorok döntése             | 1-2. Mentorok döntése             | 1. 42,57%                         | Győztes 61,22%                    |
| 2.      | Kiss Kevin         | 1-4. Mentorok döntése         | 1-3. Mentorok döntése               | Továbbjutott                      | 1-2. Mentorok döntése             | 1-2. Mentorok döntése             | 2. 31,64%                         | 2. helyezett 38,78%               |
| 3.      | Mihályfi Luca      | 1-4. Mentorok döntése         | 1-3. Mentorok döntése               | Továbbjutott                      | 3-4. Nézői szavazatok             | 3. Nézői szavazatok               | 3. helyezett 25,79%               | 3. helyezett 25,79%               |
| 4.      | Helfy Alexa        | 5-8. Nézői szavazatok         | 4-6. Nézői szavazatok               | Továbbjutott                      | 3-4. Nézői szavazatok             | 4. Nézői szavazatok               | Kiesett (4. hét) Nézői szavazatok | Kiesett (4. hét) Nézői szavazatok |
| 5.      | Bodrogi Enikő      | 5-8. Nézői szavazatok         | 4-6. Nézői szavazatok               | Továbbjutott                      | 5. Nézői szavazatok               | Kiesett (3. hét) Nézői szavazatok | Kiesett (3. hét) Nézői szavazatok | Kiesett (3. hét) Nézői szavazatok |
| 6.      | Synergy            | 5-8. Nézői szavazatok         | 4-6. Nézői szavazatok               | 6. Nézői szavazatok               | Kiesett (3. hét) Nézői szavazatok | Kiesett (3. hét) Nézői szavazatok | Kiesett (3. hét) Nézői szavazatok | Kiesett (3. hét) Nézői szavazatok |
| 7-8.    | Boros Marcell      | 5-8. Nézői szavazatok         | 7-8. Nézői szavazatok               | Kiesett (2. hét) Nézői szavazatok | Kiesett (2. hét) Nézői szavazatok | Kiesett (2. hét) Nézői szavazatok | Kiesett (2. hét) Nézői szavazatok | Kiesett (2. hét) Nézői szavazatok |
| 7-8.    | Serbán Szebasztián | 1-4. Mentorok döntése         | 7-8. Nézői szavazatok               | Kiesett (2. hét) Nézői szavazatok | Kiesett (2. hét) Nézői szavazatok | Kiesett (2. hét) Nézői szavazatok | Kiesett (2. hét) Nézői szavazatok | Kiesett (2. hét) Nézői szavazatok |
| 9-12.   | Isky & Szkym       | 9-12. Nézői szavazatok        | Kiesett (1. hét) Nézői szavazatok   | Kiesett (1. hét) Nézői szavazatok | Kiesett (1. hét) Nézői szavazatok | Kiesett (1. hét) Nézői szavazatok | Kiesett (1. hét) Nézői szavazatok | Kiesett (1. hét) Nézői szavazatok |
| 9-12.   | Beretka Ádám       | 9-12. Nézői szavazatok        | Kiesett (1. hét) Nézői szavazatok   | Kiesett (1. hét) Nézői szavazatok | Kiesett (1. hét) Nézői szavazatok | Kiesett (1. hét) Nézői szavazatok | Kiesett (1. hét) Nézői szavazatok | Kiesett (1. hét) Nézői szavazatok |
| 9-12.   | Váradi Ábel        | 9-12. Nézői szavazatok        | Kiesett (1. hét) Nézői szavazatok   | Kiesett (1. hét) Nézői szavazatok | Kiesett (1. hét) Nézői szavazatok | Kiesett (1. hét) Nézői szavazatok | Kiesett (1. hét) Nézői szavazatok | Kiesett (1. hét) Nézői szavazatok |
| 9-12.   | Sophia Khan        | 9-12. Nézői szavazatok        | Kiesett (1. hét) Nézői szavazatok   | Kiesett (1. hét) Nézői szavazatok | Kiesett (1. hét) Nézői szavazatok | Kiesett (1. hét) Nézői szavazatok | Kiesett (1. hét) Nézői szavazatok | Kiesett (1. hét) Nézői szavazatok |
| Kiesett | Kiesett            | Isky & Szkym nézői szavazatok | Boros Marcell nézői szavazatok      | Bodrogi Enikő nézői szavazatok    | Bodrogi Enikő nézői szavazatok    | Helfy Alexa nézői szavazatok      | Mihályfi Luca 3. helyezett        | Kiss Kevin 2. helyezett           |
| Kiesett | Kiesett            | Beretka Ádám nézői szavazatok | Boros Marcell nézői szavazatok      | Bodrogi Enikő nézői szavazatok    | Bodrogi Enikő nézői szavazatok    | Helfy Alexa nézői szavazatok      | Mihályfi Luca 3. helyezett        | Kiss Kevin 2. helyezett           |
| Kiesett | Kiesett            | Váradi Ábel nézői szavazatok  | Serbán Szebasztián nézői szavazatok | Synergy nézői szavazatok          | Synergy nézői szavazatok          | Helfy Alexa nézői szavazatok      | Mihályfi Luca 3. helyezett        | Solyom Bernadett Győztes          |
| Kiesett | Kiesett            | Sophia Khan nézői szavazatok  | Serbán Szebasztián nézői szavazatok | Synergy nézői szavazatok          | Synergy nézői szavazatok          | Helfy Alexa nézői szavazatok      | Mihályfi Luca 3. helyezett        | Solyom Bernadett Győztes          |

### 1. hét (október 22.)
Az első élő show-ban jelentette be Miller Dávid, hogy 2023-ban képernyőre kerül a műsor tizenkettedik évada. Emellett ebben jelentették be, hogy az RTL Klub neve innentől RTL-re változik, és már az új logóval sugározták a műsort.
| #   | Versenyző          | Dal (eredeti előadó)                        | Mentorok döntése | Mentorok döntése | Mentorok döntése | Mentorok döntése | Eredmény                          |
| #   | Versenyző          | Dal (eredeti előadó)                        | Puskás Peti      | Herceg Erika     | ByeAlex          | Gáspár Laci      | Eredmény                          |
| --- | ------------------ | ------------------------------------------- | ---------------- | ---------------- | ---------------- | ---------------- | --------------------------------- |
| 1.  | Beretka Ádám       | Anakonda (Beton.Hofi & Realisztik)          | —                | Szék             | Szék             | —                | Veszélyzóna → Kiesett             |
| 2.  | Sophia Khan        | Kiss Me More (Doja Cat ft. SZA)             | —                | Szék             | Szék             | Szék             | Szék → Veszélyzóna → Kiesett      |
| 3.  | Boros Marcell      | Üzenek nektek (saját dal)                   | Szék             | Szék             | Szék             | Szék             | Szék → Veszélyzóna → Továbbjutott |
| 4.  | Bodrogi Enikő      | Hogyan tudnék élni nélküled (Demjén Ferenc) | Szék             | Szék             | Szék             | Szék             | Szék → Veszélyzóna → Továbbjutott |
| 5.  | Váradi Ábel        | Maradj bennem! (saját dal)                  | Szék             | —                | —                | —                | Veszélyzóna → Kiesett             |
| 6.  | Helfy Alexa        | FOUR MOODS (Azahriah)                       | —                | Szék             | Szék             | Szék             | Szék → Veszélyzóna → Továbbjutott |
| 7.  | Solyom Bernadett   | Gangsta’s Paradise (Coolio feat. L.V.)      | Szék             | Szék             | Szék             | Szék             | Szék → Továbbjutott               |
| 8.  | Mihályfi Luca      | Crazy (Gnarls Barkley)                      | Szék             | Szék             | Szék             | Szék             | Szék → Továbbjutott               |
| 9.  | Isky & Szkym       | Fiatal vagyok (saját dal)                   | —                | —                | Szék             | —                | Veszélyzóna → Kiesett             |
| 10. | Kiss Kevin         | Táncolj ma! (saját dal)                     | Szék             | Szék             | Szék             | Szék             | Szék → Továbbjutott               |
| 11. | Serbán Szebasztián | Mondd miért szeretsz te mást? (Máté Péter)  | —                | Szék             | Szék             | Szék             | Szék → Továbbjutott               |
| 12. | Synergy            | Pink Venom (BLACKPINK)                      | —                | Szék             | —                | —                | Veszélyzóna → Továbbjutott        |

### 2. hét (október 29.)
A második élő show-ban már csak 3 darab továbbjutást jelképező szék volt elhelyezve a színpad szélén. A szabályok ugyanazok voltak, mint az első héten, annyi különbséggel, hogy a mentorok döntése és a nézői szavazatok alapján is 3-3 versenyző jutott tovább.
- Sztárfellépő: Alee (Noir / Aranyásó)

| #  | Versenyző          | Dal (eredeti előadó)                        | Mentorok döntése | Mentorok döntése | Mentorok döntése | Mentorok döntése | Eredmény                          |
| #  | Versenyző          | Dal (eredeti előadó)                        | Puskás Peti      | Herceg Erika     | ByeAlex          | Gáspár Laci      | Eredmény                          |
| -- | ------------------ | ------------------------------------------- | ---------------- | ---------------- | ---------------- | ---------------- | --------------------------------- |
| 1. | Serbán Szebasztián | Angyal (saját dal)                          | —                | —                | —                | Szék             | Veszélyzóna → Kiesett             |
| 2. | Bodrogi Enikő      | Happy (Pharell Williams, Woodkid Sad Remix) | Szék             | Szék             | Szék             | Szék             | Szék → Veszélyzóna → Továbbjutott |
| 3. | Helfy Alexa        | Love on the Brain (Rihanna)                 | Szék             | Szék             | —                | —                | Veszélyzóna → Továbbjutott        |
| 4. | Solyom Bernadett   | Killing Me Softly (Fugees)                  | Szék             | Szék             | Szék             | Szék             | Szék → Továbbjutott               |
| 5. | Boros Marcell      | Te vagy nekem (saját dal)                   | Szék             | Szék             | —                | —                | Veszélyzóna → Kiesett             |
| 6. | Kiss Kevin         | Álomarcú lány (Locomotiv GT)                | Szék             | Szék             | Szék             | Szék             | Szék → Továbbjutott               |
| 7. | Synergy            | Mesélek a bornak (4S Street)                | Szék             | Szék             | —                | —                | Veszélyzóna → Továbbjutott        |
| 8. | Mihályfi Luca      | Bella Ciao (Manus Pilas)                    | Szék             | Szék             | Szék             | Szék             | Szék → Továbbjutott               |

### 3. hét (november 5.)
A harmadik élő show-ban az első körben a mentorok nem szavaztak, kizárólag a nézők szavaztak és aki a legkevesebb szavazatot kapta, azonnal kiesett, az első kör eredményhirdetése után pedig a szavazatokat lenullázták. A többi öt versenyző még egy produkcióval színpadra állt a második körben, ahol 2 darab, a továbbjutást szimbolizáló szék volt elhelyezve a színpad szélén és ugyanazok a szabályok voltak érvényesek, mint az előző két héten, annyi különbséggel, hogy a mentorok és a nézők is 2-2 versenyzőt juttathattak az elődöntőbe. A magyar X-Faktor történetében először fordult elő, hogy a TOP6-ba mindössze egy férfi versenyző jutott be. 
| #           | Versenyző        | Dal (eredeti előadó)                         | Mentorok döntése | Mentorok döntése | Mentorok döntése | Mentorok döntése | Eredmény                          |
| #           | Versenyző        | Dal (eredeti előadó)                         | Puskás Peti      | Herceg Erika     | ByeAlex          | Gáspár Laci      | Eredmény                          |
| Első kör    | Első kör         | Első kör                                     | Első kör         | Első kör         | Első kör         | Első kör         | Első kör                          |
| ----------- | ---------------- | -------------------------------------------- | ---------------- | ---------------- | ---------------- | ---------------- | --------------------------------- |
| 1.          | Kiss Kevin       | Szeretlek is meg nem is (R-GO)               |                  |                  |                  |                  | Továbbjutott                      |
| 2.          | Solyom Bernadett | Stan (Eminem ft. Dido)                       | Továbbjutott     |                  |                  |                  |                                   |
| 3.          | Synergy          | Girlpower (saját dal)                        | Kiesett          |                  |                  |                  |                                   |
| 4.          | Mihályfi Luca    | Rendben (saját dal)                          | Továbbjutott     |                  |                  |                  |                                   |
| 5.          | Bodrogi Enikő    | voltmárkicsi (ByeAlex és a Slepp X T. Danny) | Továbbjutott     |                  |                  |                  |                                   |
| 6.          | Helfy Alexa      | Toy (Netta)                                  | Továbbjutott     |                  |                  |                  |                                   |
| Második kör |                  |                                              |                  |                  |                  |                  |                                   |
| 1.          | Bodrogi Enikő    | Kinek mondjam el vétkeimet? (Friderika)      | Szék             | Szék             | Szék             | —                | Szék → Veszélyzóna → Kiesett      |
| 2.          | Mihályfi Luca    | Okari/Tisztán iszom (Azahriah)               | —                | Szék             | Szék             | Szék             | Szék → Veszélyzóna → Továbbjutott |
| 3.          | Helfy Alexa      | Megmondtam (T. Danny)                        | Szék             | Szék             | —                | Szék             | Szék → Veszélyzóna → Továbbjutott |
| 4.          | Solyom Bernadett | Maradj így (Bagossy Brothers Company)        | Szék             | Szék             | Szék             | —                | Szék → Továbbjutott               |
| 5.          | Kiss Kevin       | Esőben (saját dal)                           | Szék             | Szék             | Szék             | —                | Szék → Továbbjutott               |

### 4. hét – Elődöntő (november 12.)
Az elődöntőben kettő darab szék volt elhelyezve a színpad szélén, a versenyzők az egyéni produkció mellett egy általuk választott sztárvendéggel alkotott duettet is előadtak. Az elődöntőben megváltoztak a székes feladat szabályai: ha a mentorok szavazatai alapján döntetlen volt az állás, úgy a nézői szavazatok döntötték el, hogy leülhet-e a versenyző vagy nem. Miután eldőlt az adott versenyző sorsa, a rá beérkezett szavazatokat lenullázták. Ha mindkét szék foglalt volt, viszont a mentorok döntése vagy a nézői szavazatok alapján újabb versenyző kapott széket, akkor jött a már jól ismert másfél perces csereszavazás és miután megtörtént a csere, a szavazatokat lenullázták. Az a két versenyző jutott tovább a döntőbe, akik az utolsó produkció után a székeken ültek. A veszélyzónából a nézői szavazatok alapján további egy versenyző jutott a döntőbe. A magyar X-Faktor történetében a 11. évadban fordult elő először, hogy mind a 4 mentornak 1-1 versenyzője jutott be a TOP4-be.
Az alábbi táblázatban dőlt betűvel van azon versenyzők neve, akiknek a sorsáról a mentorok nem tudtak dönteni. 
| Sorrend | Versenyző                                      | Dal (eredeti előadó)                                    | Mentorok döntése | Mentorok döntése | Mentorok döntése | Mentorok döntése | Eredmény                          |
| Sorrend | Versenyző                                      | Dal (eredeti előadó)                                    | Puskás Peti      | Herceg Erika     | ByeAlex          | Gáspár Laci      | Eredmény                          |
| ------- | ---------------------------------------------- | ------------------------------------------------------- | ---------------- | ---------------- | ---------------- | ---------------- | --------------------------------- |
| 1.      | Kiss Kevin és Szikora Róbert                   | Úristen (VALMAR ft. Szikora Róbert)                     |                  |                  |                  |                  | Szék → Továbbjutott               |
| 2.      | Kiss Kevin                                     | Nagyapám (saját dal)                                    | Szék             | Szék             | Szék             | Szék             | Szék → Továbbjutott               |
| 3.      | Helfy Alexa és Paulina                         | Tele a szívem (Honeybeast X Paulina)                    |                  |                  |                  |                  | Szék → Veszélyzóna → Kiesett      |
| 4.      | Helfy Alexa                                    | Hush Hush/I Will Survive (Pussycat Dolls/Gloria Gaynor) | —                | Szék             | Szék             | —                | Szék → Veszélyzóna → Kiesett      |
| 5.      | Mihályfi Luca és Takács Nikolas                | Csönd éve (Balázs Fecó és Keresztes Ildikó)             |                  |                  |                  |                  | Szék → Veszélyzóna → Továbbjutott |
| 6.      | Mihályfi Luca                                  | Purple Rain (Prince)                                    | Szék             | Szék             | Szék             | Szék             | Szék → Veszélyzóna → Továbbjutott |
| 7.      | Solyom Bernadett és a Bagossy Brothers Company | Néked szólnak a harangok (Bagossy Brothers Company)     |                  |                  |                  |                  | Szék → Továbbjutott               |
| 8.      | Solyom Bernadett                               | Lose Yourself (Eminem)                                  | Szék             | Szék             | Szék             | —                | Szék → Továbbjutott               |

### 5. hét – Döntő (november 19.)
A döntő ebben az évadban is csak egynapos volt. A döntőben nem voltak székek és a mentorok csak szóban értékelték produkciókat, kizárólag a nézői szavazatok döntöttek a versenyzők sorsáról.
- Téma: szabadon választott dal (1. kör), szabadon választott dal, már egyszer előadott dal (2. kör), a győztes produkciója

| Sorrend               | Versenyző        | Dal (eredeti előadó)                       | Eredmény                                  |
| Első kör              | Első kör         | Első kör                                   | Első kör                                  |
| --------------------- | ---------------- | ------------------------------------------ | ----------------------------------------- |
| 1.                    | Solyom Bernadett | Hot In Herre (Nelly)                       | Továbbjutott                              |
| 2.                    | Kiss Kevin       | Can't help falling in love (Elvis Presley) | Továbbjutott                              |
| 3.                    | Mihályfi Luca    | Through the fire (Chaka Khan)              | 3. helyezett                              |
| Második kör           |                  |                                            |                                           |
| 4.                    | Kiss Kevin       | Még nem veszíthetek (Zámbó Jimmy)          | 2. helyezett                              |
| 6.                    | Kiss Kevin       | Csinibaba (saját dal)                      | 2. helyezett                              |
| 5.                    | Solyom Bernadett | A város másik oldalán (Fekete Vonat)       | Győztes                                   |
| 7.                    | Solyom Bernadett | Billionaire (Travie McCoy ft. Bruno Mars)  | Győztes                                   |
| A győztes produkciója |                  |                                            |                                           |
| 8.                    | Solyom Bernadett | Billionaire (Travie McCoy ft. Bruno Mars)  | Billionaire (Travie McCoy ft. Bruno Mars) |

A nézői szavazatok alapján a tizenegyedik évad győztese Solyom Bernadett lett. Mentora, ByeAlex történelmet írt, hiszen negyedik alkalommal lett győztes mentor a versenyzőjével, megdöntve ezzel a saját rekordját.

## Nézettség
Jelmagyarázat
     – Az X-Faktor legmagasabb nézettsége
     – Az X-Faktor legalacsonyabb nézettsége
| Adás                    | Sugárzás             | Idősáv         | RTL                  | RTL                  | RTL                  | RTL                 | RTL                 | RTL                 | Forrás |
| Adás                    | Sugárzás             | Idősáv         | Teljes lakosság (4+) | Teljes lakosság (4+) | Teljes lakosság (4+) | Célközönség (18–59) | Célközönség (18–59) | Célközönség (18–59) | Forrás |
| Adás                    | Sugárzás             | Idősáv         | AMR                  | Arány (SHR%)         | Heti helyezés        | AMR                 | Arány (SHR%)        | Heti helyezés       | Forrás |
| ----------------------- | -------------------- | -------------- | -------------------- | -------------------- | -------------------- | ------------------- | ------------------- | ------------------- | ------ |
| Válogató – 1. rész      | 2022. szeptember 3.  | szombat 20:00  | 944 796              | 25,6                 | 1.                   | 521 073             | 28,1                | 1.                  | [ 4 ]  |
| Válogató – 2. rész      | 2022. szeptember 10. | szombat 20:00  | 889 400              | 23,9                 | 2.                   | 478 895             | 26,0                | 2.                  | [ 5 ]  |
| Válogató – 3. rész      | 2022. szeptember 17. | szombat 20:00  | 1 068 616            | 26,6                 | 2.                   | 573 196             | 28,6                | 2.                  | [ 6 ]  |
| Válogató – 4. rész      | 2022. szeptember 24. | szombat 20:00  | 1 121 967            | 29,5                 | 2.                   | 643 325             | 32,4                | 1.                  | [ 7 ]  |
| Tábor – 1. rész         | 2022. október 1.     | szombat 20:00  | 750 768              | 19,7                 | 5.                   | 487 262             | 23,5                | 3.                  | [ 8 ]  |
| Tábor – 2. rész         | 2022. október 8.     | szombat 20:00  | 762 611              | 21,2                 | 3.                   | 479 737             | 25,3                | 2.                  | [ 9 ]  |
| Mentorok háza – 1. rész | 2022. október 15.    | szombat 20:00  | 648 616              | 17,3                 | 7.                   | 409 825             | 21,0                | 2.                  | [ 10 ] |
| Mentorok háza – 2. rész | 2022. október 16.    | vasárnap 19:00 | 523 625              | 12,4                 | 10.                  | 330 425             | 14,9                | 4.                  | [ 10 ] |
| 1. élő show             | 2022. október 22.    | szombat 20:15  | 695 721              | 21,5                 | 5.                   | 419 913             | 21,6                | 2.                  | [ 11 ] |
| 2. élő show             | 2022. október 29.    | szombat 20:15  | 612 671              | 16,8                 | 7.                   | 368 893             | 19,0                | 3.                  | [ 12 ] |
| 3. élő show             | 2022. november 5.    | szombat 20:15  | 568 221              | 16,4                 | 9.                   | 322 450             | 17,5                | 5.                  | [ 13 ] |
| 4. élő show (Elődöntő)  | 2022. november 12.   | szombat 20:00  | 564 149              | 14,9                 | 7.                   | 320 192             | 14,9                | 3.                  | [ 14 ] |
| 5. élő show (Döntő)     | 2022. november 19.   | szombat 20:00  | 612 889              | 16,3                 | 10.                  | 371 835             | 18,6                | 3.                  | [ 15 ] |